# Südkoreanische Badmintonnationalmannschaft
Die südkoreanische Badmintonnationalmannschaft repräsentiert Südkorea in internationalen Badmintonwettbewerben. Südkorea ist eine der führenden Nationen im Badmintonsport und bei Welt- und Kontinentalmeisterschaften überaus erfolgreich. Neben den unten aufgeführten Erfolgen gewann das Herrenteam 1999 den Asia Cup.

## Teilnahme an Welt- und Kontinentalmeisterschaften
| Thomas Cup - Thomas Cup 1984 – 4. - Thomas Cup 1992 – Halbfinalist - Thomas Cup 1996 – Halbfinalist - Thomas Cup 2000 – Halbfinalist - Thomas Cup 2004 – Halbfinalist - Thomas Cup 2008 – Finalist - Thomas Cup 2012 – Finalist | Uber Cup - Uber Cup 1984 – 3. - Uber Cup 1986 – 3. - Uber Cup 1988 – Finalist - Uber Cup 1990 – Finalist - Uber Cup 1992 – Finalist - Uber Cup 1994 – Halbfinalist - Uber Cup 1996 – Halbfinalist - Uber Cup 1998 – Halbfinalist - Uber Cup 2000 – Halbfinalist - Uber Cup 2002 – Finalist - Uber Cup 2004 – Finalist - Uber Cup 2006 – Viertelfinalist - Uber Cup 2008 – Halbfinalist - Uber Cup 2010 – Sieger - Uber Cup 2012 – Finalist | Sudirman Cup - Sudirman Cup 1989 – Finalist - Sudirman Cup 1991 – Sieger - Sudirman Cup 1993 – Sieger - Sudirman Cup 1995 – Halbfinalist - Sudirman Cup 1997 – Finalist - Sudirman Cup 1999 – Halbfinalist - Sudirman Cup 2001 – Halbfinalist - Sudirman Cup 2003 – Sieger - Sudirman Cup 2005 – Halbfinalist - Sudirman Cup 2007 – Halbfinalist - Sudirman Cup 2009 – Finalist |

## Bekannte Nationalspieler
| Männer - Park Sung-hwan - Son Wan-ho - Jung Jae-sung - Lee Yong-dae - Ko Sung-hyun - Yoo Yeon-seong - Kim Gi-jung - Shin Baek-cheol | Frauen - Bae Seung-hee - Lee Yun-hwa - Sung Ji-hyun - Bae Yeon-ju - Ha Jung-eun - Lee Kyung-won - Kim Min-jung - Jung Kyung-eun - Lee Hyo-jung |